# Grecia en los Juegos Olímpicos de Vancouver 2010
Grecia estuvo representada en los Juegos Olímpicos de Vancouver 2010 por siete deportistas, cuatro hombres y tres mujeres, que compitieron en tres deportes.
El portador de la bandera en la ceremonia de apertura fue el biatleta Thanasis Tsakiris. El equipo olímpico griego no obtuvo ninguna medalla en estos Juegos.